# Kosnjatin Moseowiz
Kosnjatin Moseowiz (russisch Коснятин Мосеовиц; gestorben 1119) war von 1118 bis 1119 Statthalter von Nowgorod.
Er war möglicherweise jüdischer Herkunft.
Er wurde in einer Liste der Statthalter aufgeführt als Nachfolger von Dmitr Sawiditsch.
Weitere Informationen über ihn sind nicht überliefert.
Es sind zwei Amtssiegel erhalten mit einem Bildnis des heiligen Konstantin. Möglicherweise waren diese von ihm.